# Passiflora edulis f. edulis
P. edulis f. edulis Sims es una fanerógama del género Passiflora, conocida en Colombia bajo los nombres de gulupa, chulupa y curuba redonda, en otros países es llamada parcha, maracuyá púrpura o purple maracuja. En México se conoce como pasiflorine.
El origen de esta especie es desde el sur de Brasil, norte de Argentina, Paraguay hasta México, en las serranías de los estados de Michoacán, Puebla y Veracruz. El cultivo se ha desarrollado principalmente en Kenia, Zimbabue, Costa de Marfil, Australia y Nueva Zelanda, donde es más apreciada por su aroma y adaptación a latitudes o altitudes superiores.
En los países Andinos y México la planta se puede encontrar en forma naturalizada entre los 1.500 y 3.000 m s. n. m. La planta es esencialmente glabra (excepto el ovario) con hojas trilobuladas entre 5-25 × 5-20 cm (lóbulo central). Las flores son semierectas con pétalos y sépalos de color blanco, abriéndose en las primeras horas de mañana para ser polinizadas por el abejorro (Xilocopa sp.). Los frutos son de colores púrpura, redondos y pequeños (5,1-8 × 4,1-6 cm). La pulpa es amarilla a anaranjada brillante, muy aromática y de sabor ácido-dulce.

## Fruto
En un grado de maduración entre 3 y 4, la fruta ofrece rendimientos máximos de pulpa, que representan entre el 35 y el 50% del peso total. La gulupa es una excelente fuente de ácido ascórbico, tiamina, riboflavina, niacina, calcio y fósforo. Su pulpa se utiliza para preparar jugos y refrescos. Posee nutrientes esenciales con propiedades antioxidantes, como vitaminas, compuestos polifenólicos, carotenoides, antocianinas (cianidin-3-O-β-D-glucopiranósido), y aminoácidos que lo hacen atractivo para su consumo.
Al tratarse de una fruta climatérica, durante el período de poscosecha, transporte, almacenamiento y comercialización, continúa su proceso normal de maduración, lo que puede hacer que alcance la madurez antes de llegar al consumidor final, perdiendo su calidad organoléptica y provocando pérdidas económicas para las empresas exportadoras. de hasta el 15% del volumen total enviado. Por tanto, la transformación de la gulupa en la pulpa como producto mínimamente procesado representa para los productores la oportunidad de agregar valor a su producto y al mismo tiempo reducir la exportación sobre costos al transportar menos de la mitad del volumen, proceso que les permitiría controlar adecuadamente la calidad del producto, conservando sus características nutricionales y obedeciendo a cambios en las preferencias de los consumidores.